# Stylogyne viridis
Stylogyne viridis là một loài thực vật có hoa trong họ Anh thảo. Loài này được (Lundell) Ricketson & Pipoly miêu tả khoa học đầu tiên năm 1999.